# Stockholm Business Region
Stockholm Business Region är ett bolag som ägs av Stockholms stad, och som bildades 2004 under namnet Stockholms Näringslivskontor AB. VD är sedan 2019 Staffan Ingvarsson. Bolaget har som uppgift att tillsammans med de helägda dotterbolagen Invest Stockholm och Visit Stockholm marknadsföra och utveckla Stockholm som etableringsort och besöksdestination.

## Varumärket Stockholm - The Capital of Scandinavia
2006 lanserades varumärket Stockholm - The Capital of Scandinavia, vilket med översättningen "Skandianviens huvudstad"  uppfattades som obefogat av representanter för de båda andra skandinaviska huvudstäderna Oslo och Köpenhamn.